# Тарнопольський Абрам Ісаакович
Абрам Ісаакович Тарнопольський (1912⁣ — 1944) — командир батальйону 234-го гвардійського стрілецького полку 76-ї гвардійської стрілецької дивізії 61-ї армії Центрального фронту, гвардії капітан. Герой Радянського Союзу.

## Біографія
Народився 18 квітня 1912 року в місті Ніжині нині Чернігівської області України в сім'ї робітника. Єврей.
Закінчив 9 класів. Працював старшим державтоінспектором у Москві. Член ВКП(б) із 1943 року.
У Червоній армії в 1934–1937 роках і з листопада 1941 року. 1942 року закінчив курси удосконалення командного складу. Учасник Німецько-радянської війни з червня 1942 року.
Батальйон 234-го гвардійського стрілецького полку під командуванням гвардійського капітана Абрама Тарнопольського 28 вересня 1943 р. переправився через Дніпро біля села Миси Ріпкинського району Чернігівської області України, захопив і утримував плацдарм, забезпечивши переправу полку.
Указом Президії Верховної Ради СРСР «Про присвоєння звання Героя Радянського Союзу генералам, офіцерському, сержантському та рядовому складу Червоної Армії» від 15 січня 1944 року за «зразкове виконання бойових завдань командування з форсування річки Дніпро і виявлені при цьому мужність і героїзм» гвардії капітану Тарнопольському Абраму Ісааковичу надано звання Героя Радянського Союзу з врученням ордена Леніна та медалі «Золота Зірка».
Гвардії майор А. І. Тарнопольський загинув у бою під Берестям 27 липня 1944 року. Похований у Бересті у братській могилі в парку 1 Травня.
Нагороджений орденами Леніна, Вітчизняної війни 1-го ступеня, Червоної Зірки. У місті Бересті встановлено погруддя. 2005 року ім'ям Героя Радянського Союзу А. І. Тарнопольського названо вулицю у Бересті. Меморіальна дошка встановлена на будівлі школи міста Ніжин.